# 삼성 토코 라이트
삼성 토코 라이트(Samsung Tocco Lite), 삼성 아빌라(Samsung Avila), 삼성 스타(Samsung Star), 삼성 S5230(Samsung S5230)은 삼성전자가 2009년에 출시한 휴대 전화이다.

## 사진

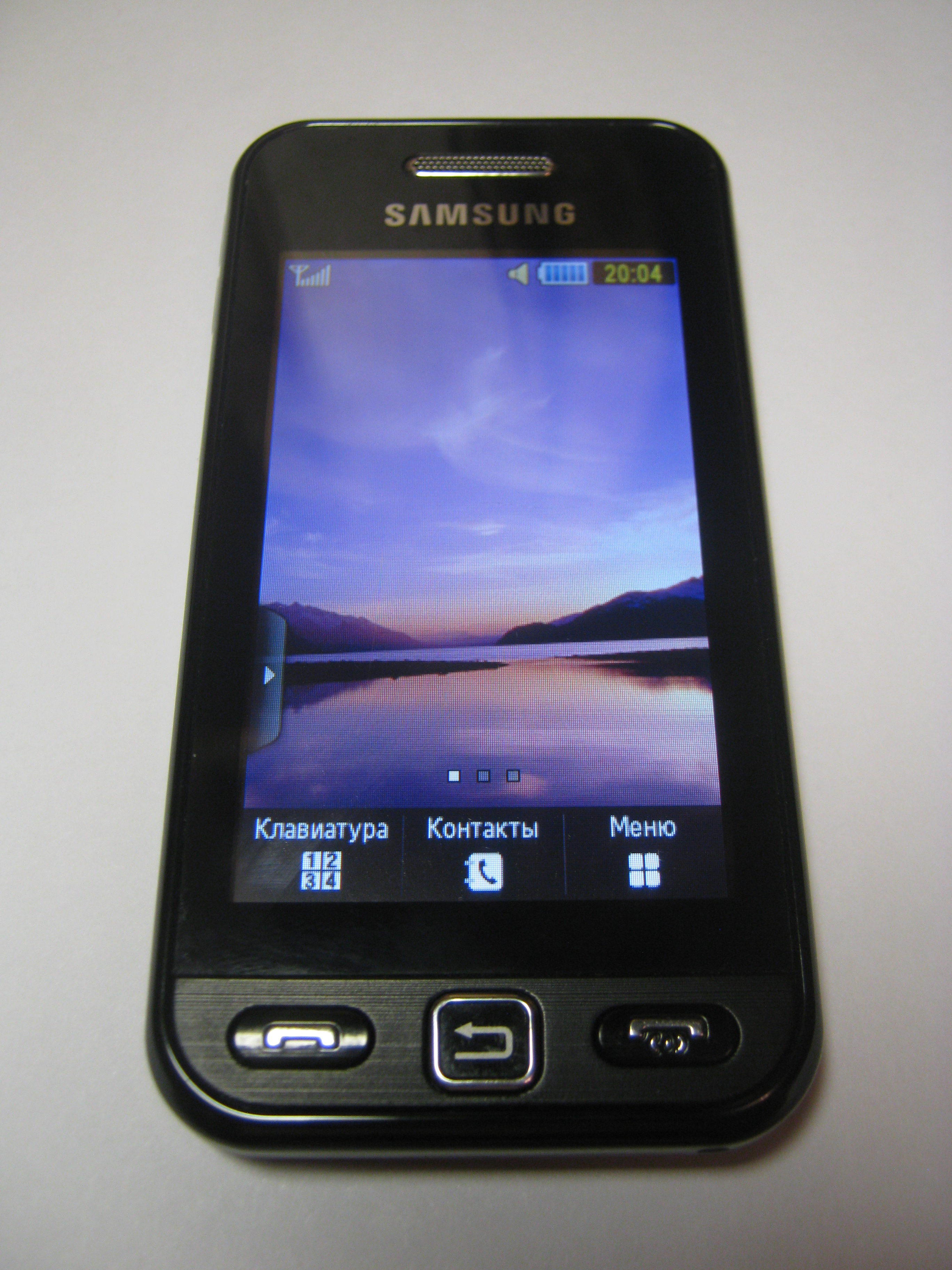
삼성 토코 라이트